# Гипогимния ленточная
Гипогимния ленточная (лат. Hypogymnia vittata)  — вид лишайников рода Гипогимния (Hypogymnia) семейства Пармелиевые (Parmeliaceae).

## Описание
Листоватый лишайник. Таллом неопределённой формы состоит из раздельных вздутых полых лопастей, слабо прикреплённых к субстрату. Верхняя поверхность серовато-зелёного цвета, гладкая, блестящая, с соредиями.  Нижняя поверхность чёрного цвета, выступает чёрной каймой у краев лопастей. 
Апотеции встречаются редко.
Пикнидии расположены на краях лопастей, развиваются постоянно.
Эпифит, обитает на стволах и толстых ветвях деревьев хвойных и лиственных пород, реже — на обнажённой сухостойной древесине, в старовозрастных хвойных и мелколиственных лесах, часто заболоченных.

## Ареал
В России встречается в северной и средней части Европейской России, в Сибири, Кавказе, Урале, Дальнем Востоке. За рубежом обитает в Европе, Азии, Южной и Северной Америке.

## Охранный статус
Занесена в Красные книги Камчатки, Калининградской области, Марий Эл, Нижегородской области, Коми, Вологодской области, Новгородской области. Растёт на территории ряда особо охраняемых природных территорий России. 
Ранее вид включался в Красную книгу Удмуртии.